# Carex markgrafii
Carex markgrafii är en halvgräsart som beskrevs av Georg Kükenthal. Carex markgrafii ingår i släktet starrar, och familjen halvgräs. Inga underarter finns listade i Catalogue of Life.